# Сафоновка (Новосибирская область)
Сафоновка — упразднённая в 1983 году деревня в Усть-Таркском районе Новосибирской области. Входила на год упразднения в состав Побединского сельсовета.

## География
Располагалась в 9 км к юго-востоку от села Резино.

## История
Основана в 1912 г.
В 1928 г. посёлок Сафоновский состоял из 7 хозяйств. В составе Резинского сельсовета Еланского района Омского округа Сибирского края.
Снята с учёта решением Новосибирского облсовета народных депутатов № 355 от 01.06.1983 г.

## Население
По всесоюзной переписи 1926 года в посёлке проживало 48 человек (21 мужчин и 28 женщин), основное население — русские